# Euxoa gagates
Euxoa gagates är en fjärilsart som beskrevs av Augustus Radcliffe Grote 1875. Euxoa gagates ingår i släktet Euxoa och familjen nattflyn. Inga underarter finns listade i Catalogue of Life.